# Rhodopetoma erosa
Rhodopetoma erosa is een slakkensoort uit de familie van de Pseudomelatomidae. De wetenschappelijke naam van de soort is voor het eerst geldig gepubliceerd in 1862 door Schrenck.